# Jair Gaúcho
Jair Gaúcho, właśc. Jair Gonçalves Prates lub Jair Prates (ur. 11 lipca 1953 w Porto Alegre) – piłkarz brazylijski, występujący podczas kariery na pozycji napastnika.

## Kariera klubowa
Jair Gaúcho karierę piłkarską rozpoczął w klubie SC Internacional w 1971 roku. W Internacionalu 30 sierpnia 1975 w wygranym 2-0 meczu z Portuguesą São Paulo Jair zadebiutował w lidze brazylijskiej. Z Internacionalem trzykrotnie zdobył mistrzostwo Brazylii w 1975, 1976 i 1979 oraz czterokrotnie zdobył mistrzostwo stanu Rio Grande do Sul – Campeonato Gaúcho w 1974, 1975, 1976 i 1978 roku. Indywidualnie dwukrotnie był królem strzelców ligi stanowej w 1978 i 1979 roku.
W Internacionalu 19 kwietnia 1981 w przegranym 0-2 meczu z São Paulo FC Jair Gaúcho po raz ostatni wystąpił w lidze. Ogółem w latach 1975–1981 w lidze brazylijskiej wystąpił w 137 meczach, w których strzelił 37 bramek. W 1981 roku był zawodnikiem Cruzeiro EC, po czym wyjechał do Urugwaju do CA Peñarol. Z Peñarolem zdobył mistrzostwo Urugwaju w 1982, Copa Libertadores 1982 oraz Puchar Interkontynentalny w 1982 roku.
Później występował jeszcze Brazylii, Urugwaju i Ekwadorze, kończąc karierę w 1992 roku w Huracán Buceo Montevideo.

## Kariera reprezentacyjna
Jair Gaúcho w reprezentacji Brazylii jedyny raz wystąpił 24 października 1979 w przegranym 1-2 meczu z Paragwajem podczas Copa América 1979, na którym Brazylia zajęła trzecie miejsce.